# Caishen
Cai Shen of Caishen is de verzamelnaam van de Chinese goden van de welvaart.
Cai Shen wordt vooral aanbeden tijdens Chinees nieuwjaar. Bijna overal waar Chinezen wonen zijn afbeeldingen en beeldjes van hem te vinden. Tijdens het feest gaat er vaak ook een man verkleed als Cai Shen op straat die rode envelopjes uitdeelt aan de kinderen. Cai Shen wordt vaak aangeroepen gedurende feesten ter ere van het Chinees nieuwjaar. Hij wordt vaak afgebeeld als hij rijdt op een zwarte tijger met een gouden staf in zijn hand. Soms wordt hij ook afgebeeld met een ijzeren wapen.

## De eerste Caishen
De eerste Caishen wordt ook Zhao Gongming / 赵公明 of Caishen van de vijf wegen / 五路財神 genoemd.
Hoewel Caishen in eerste instantie Chinese volksheld was, werd hij later vergoddelijkt door lokale volgelingen en bewonderaars. Het daoïsme en het Zuiver Land-boeddhisme erkennen hem ook als god.
Er gaan verschillende versies van Cai Shens politieke verleden en de daarop volgende vergoddelijking rond. Het is onduidelijk of hij een echt bestaand historisch figuur is, de meeste verhalen vertellen dat hij waarschijnlijk leefde gedurende de vroege Qin-dynastie.
Men zegt ook dat Cai Shen een vrouw had met de achternaam Chen 陈. Hij had ook een zoon genaamd Quan (泉). Zijn vrouw en zoon ontsnapten naar de bossen toen Cai Shen was vermoord. Deze moord betekende de val van de Shang-dynastie.

## Andere Cai Shens
- Lu Xing
- Tudi Gong
- Bi Gan/比干
- Budai
- Duan Muci
- Fan Li
- Han Xin
- Liu Hai
- Guan Yu